# Woerden

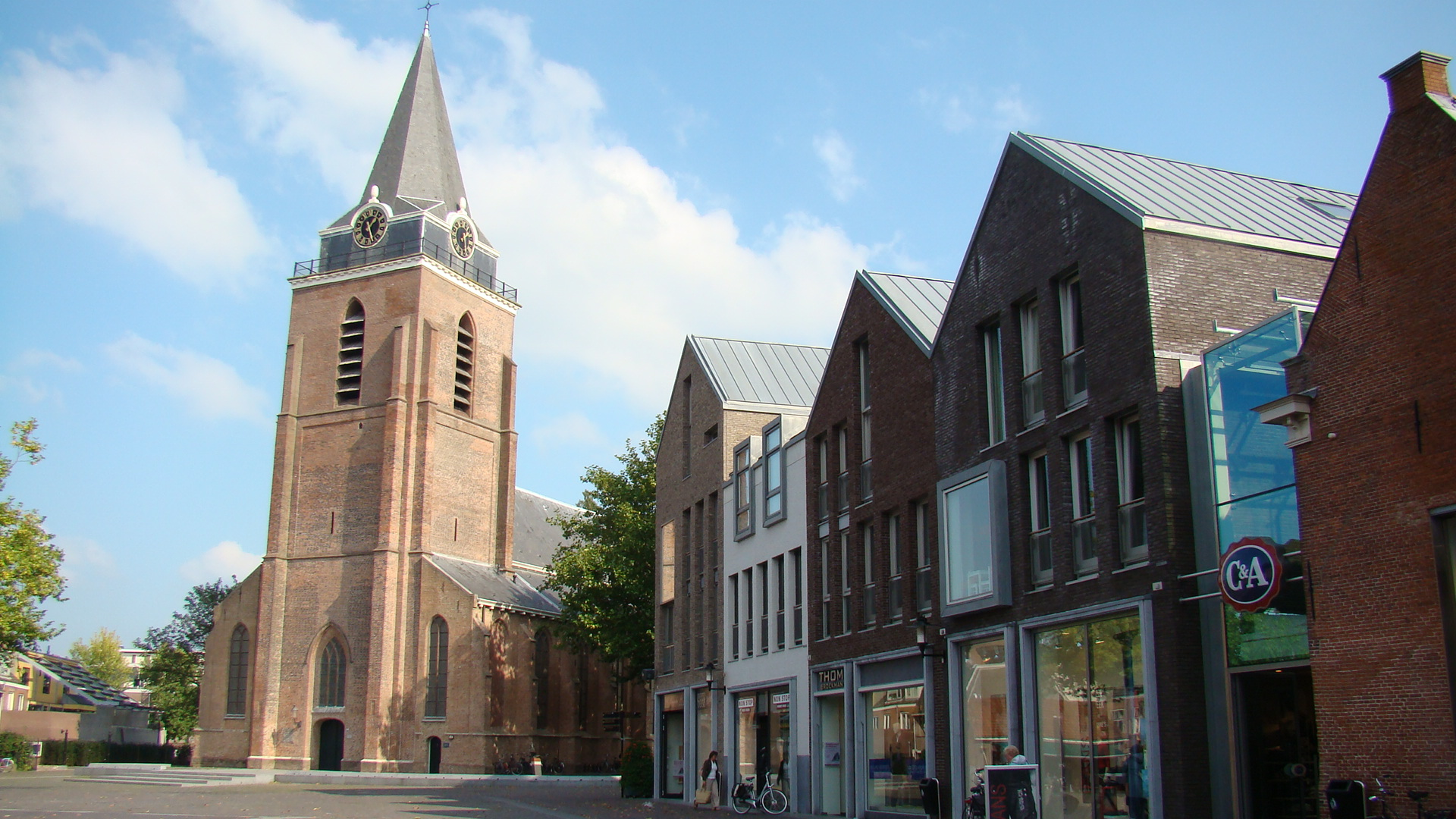
Torget i Woerden.

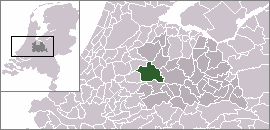
Woerdens läge.

Woerden är en kommun i provinsen Utrecht i Nederländerna. Kommunens totala area är 92,89 km² (där 3,36 km² är vatten) och invånarantalet är på 47 925 invånare (2005).